# Dawn of Dreams (gothic metal-band)
 For alternative betydninger, se Dawn of Dreams. (Se også artikler, som begynder med Dawn of Dreams)
Dawn of Dreams var et østrigsk symfonisk gothic metal-band.

## Medlemmer
- Ralph Ammann – synthesizer, programmering
- Sebastian Goralik – guitar, vokal, programmering

### Tidligere medlemmer
- Markus Ender – guitar
- Alrun Lunger – guitar

## Diskografi

### Studiealbum
- 1996: Amber
- 1998: Fragments
- 2001: Eidolon

### Ep'er
- 2000: Songs of Love and Pain

### Demoer
- 1995: Visions in the Twilight